# Ivo Iličević
Ivo Iličević (Aschaffenburg, 4 november 1986) is een Kroatisch voetballer die bij voorkeur als middenvelder speelt. Hij verruilde in 2011 Kaiserslautern voor Hamburger SV, waar hij in 2015 zijn contract verlengde tot medio 2016. Iličević debuteerde in 2010 in het Kroatisch voetbalelftal.

## Clubcarrière

### Jeugd, SV Darmstadt 98, VfL Bochum
Iličević, zoon van Bosnische-Kroaten uit Modriča, begon zijn carrière in de jeugdrangen Viktoria Aschaffenburg, voordat hij vertrok naar de vierdeklasser SV Darmstadt 98 in januari 2005. Bij de club, werd hij al snel een basisspeler onder voormalig Bundesliga ster Bruno Labbadia, waar hij 8 goals scoorde in 44 wedstrijden. Als jeugdspeler speelde Iličević als een aanvaller, maar werd later vooral ingezet als een aanvallende middenvelder. In de zomer van 2006, vertrok Iličević naar de Westfaalse voetbalclub VfL Bochum, waar hij op 12 augustus 2006 debuteerde in de openingswedstrijd van het 2006/07 seizoen tegen 1. FSV Mainz 05 wat eindigde in een 1-2 winst voor Mainz. Op 24 september 2006 scoorde Iličević zijn eerste Bundesliga goal, wat de winnende goal voor Bochum tegen Arminia Bielefeld was. Hij speelde in totaal 19 wedstrijden en scoorde 2 goals in zijn eerste seizoen bij Bochum.

### SpVgg Greuther Fürth
In januari 2008, werd hij verhuurd aan Greuther Fürth uit de 2. Bundesliga, nadat hij maar 6 wedstrijden (zonder een treffer te scoren) voor Bochum speelde in de eerste helft van het 2007/08 seizoen. Hij maakte in het tweede deel van het 2007/08 seizoen voor Greuther Fürth 4 goals in 39 wedstrijden.

### 1. FC Kaiserslautern
In de zomer van 2009, verhuurde Bochum Iličević weer aan een club uit de 2. Bundesliga, namelijk 1. FC Kaiserslautern voor het hele 2009/10 seizoen. Iličević scoorde 4 goals in 31 wedstrijden, wat er deels voor zorgde dat de club promoveerde naar de Bundesliga in het seizoen 2010/11. Ten slotte tekende Iličević een contract met Kaiserslautern in de zomer van 2010. Hij maakte een geweldige start met Kaiserslautern in de Bundesliga, waar hij zorgde voor 2 goals en twee assists in de openingswedstrijden van de club tegen 1. FC Köln (3-1 winst) en Bayern München (2-0 winst). In november 2010, scoorde Iličević een doelpunt in drie opeenvolgende Bundesliga wedstrijden. Op 20 november 2010, scoorde Iličević het tweede doelpunt en assisteerde hij de twee andere treffers die werden gemaakt in de wedstrijd tegen 1. FC Nürnberg die eindigde in een 3-1 winst voor Kaiserslautern.

### Hamburger SV
Op 31 augustus 2011 ondertekende Iličević een 4-jarig contract met Hamburger SV. Iličević debuteerde voor Hamburger SV op 16 oktober 2011 tegen SC Freiburg en maakte tevens in deze wedstrijd de winnende goal. Drie dagen na zijn debuut maakte Hamburger SV bekend, dat Iličević een kleine blessure had opgelopen aan zijn linkerbeen en dat hij drie weken niet mee kon spelen. Op 18 november kondigde de hoofdtrainer Thorsten Fink aan dat Iličević hersteld is van zijn blessure, maar dat hij voorlopig niet in de basis start. Iličević speelde zijn eerste wedstrijd na zijn herstel tegen 1899 Hoffenheim op 20 november. Na de vriendschappelijke wedstrijd tegen Glasgow Rangers (waarin hij een doelpunt scoorde) zei trainer Fink dat Iličević heel belangrijk is voor de toekomst. Op 5 december complimenteerde teamgenoot Marcell Jansen zijn medespelers Iličević en Gökhan Töre voor hun werk op het middenveld. Op 10 december startte Iličević voor het eerst in de basis tegen 1. FSV Mainz 05 en speelde weer samen met landgenoot Mladen Petrić na maandenlange afwezigheid van de ex-Dortmunder. In januari 2012 later raakte Iličević geblesseerd aan zijn beenspieren en miste hierdoor de 5-1 verloren wedstrijd tegen Borussia Dortmund. Tegen de tijd dat de volgende wedstrijd van HSV kwam was Iličević al hersteld, maar bleef tijdens de wedstrijd op de bank zitten. Na zijn laatste blessure speelde hij na een lange tijd weer mee in de basis tegen VfB Stuttgart, wat volgens trainer Fink iets was wat hij verdiend had. Na de wedstrijd tegen VfB Stuttgart speelde de Kroaat elke wedstrijd in de basis tot hij in april weer een blessure opliep. De derde goal van de wedstrijd maakte de Kroaat tegen RSC Anderlecht in de vijfendertigste minuut van de oefenwedstrijd op 16 juli. Vijftien minuten voor het eindsignaal op 15 februari 2014 maakte Iličević de 2-2 tegen de laatste geklaseerde Eintracht Braunschweig, maar dit was niet voldoende om te winnen, aangezien de wedstrijd eindigde in een 4-2 verlies.

## Interlandcarrière

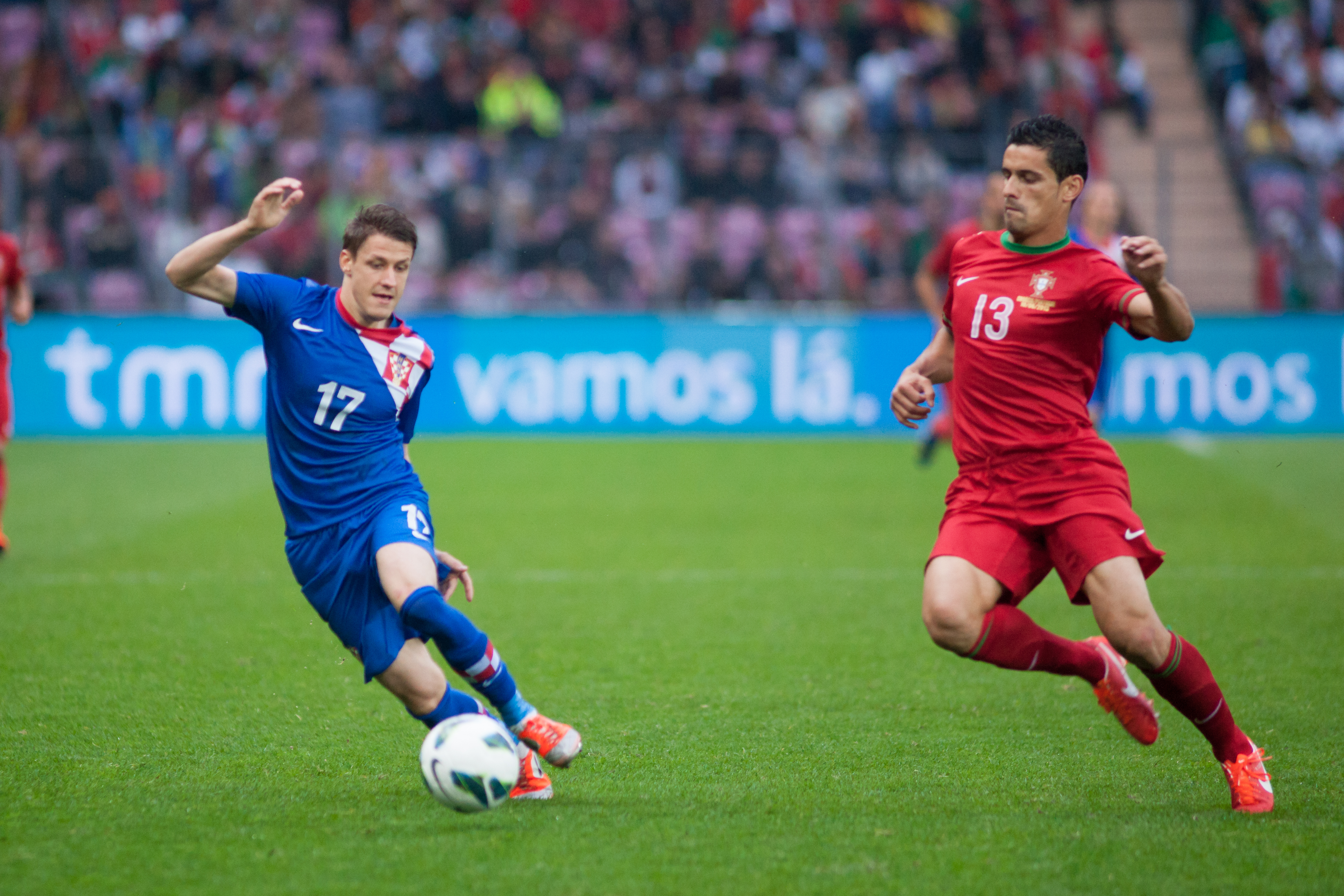
Iličević (links) op 10 juni 2013 in de wedstrijd tegen Portugal.

In mei 2007, kreeg Iličević zijn eerste oproep voor het Jong Kroatië en hij maakte zijn debuut op 2 juni 2007 in 2-0 winst tegen Jong Faeröer in Varaždin. In zijn tweede wedstrijd voor het team, op 6 juni 2007, scoorde hij de winnende goal tegen Jong Griekenland in Zaprešić wat eindigde in een 3-2 winst voor de thuisploeg. Zijn laatste wedstrijd voor het Kroatië U-21 was tegen Jong Italië wat eindigde in een 1-1 gelijkspel. Hij maakte in totaal 5 goals in 11 wedstrijden voor het Kroatië U-21.
Hij kreeg zijn oproep voor het Kroatische voetbalelftal op 29 september 2008 voor de kwalificatiewedstrijden tegen Oekraïne en Andorra. Maar hij kwam in deze wedstrijden niet in actie.
Hij maakte op 12 oktober 2010 zijn debuut voor Kroatië als invaller voor Luka Modrić in een vriendschappelijke wedstrijd tegen Noorwegen in Zagreb, waar Kroatië met 2-1 won. Iličević kon ook uitkomen voor het voetbalelftal van Bosnië en Herzegovina, vanwege zijn Bosnische wortels. Op 17 november 2010, speelde hij zijn tweede wedstrijd voor Kroatië tegen Malta, waar hij inviel in de 69e minuut voor Ivan Rakitić. Op 9 februari 2011, scoorde hij in Pula zijn eerste goal voor de A-selectie van Kroatië tegen Tsjechië wat eindigde in een 4-2 winst voor de thuisploeg. Op 10 augustus 2011 speelde hij zijn voorlopige laatste wedstrijd wat in een 0-0 eindigde tegen Ierland.
Op 10 mei 2012 maakte toenmalig hoofdtrainer Slaven Bilić de 27 (voorlopige) namen bekend voor het Europees kampioenschap voetbal 2012, waar Iličević een van de negen middenvelders zou zijn. Op 29 mei 2012 maakte Bilić de 23 definitieve spelers bekend die Kroatië zullen vertegenwoordigen op het Europees kampioenschap voetbal 2012 in Polen en Oekraïne, inclusief Iličević. Op donderdag 7 juni echter viel hij alsnog af wegens een kuitblessure. Iličević werd vervangen door Šime Vrsaljko van GNK Dinamo Zagreb.
Voor de eerste wedstrijd in 2014 tegen Zwitserland werd Iličević door bondscoach Niko Kovač opgeroepen, maar viel later af vanwege een blessure.

## Statistieken

### Clubstatistieken
| Seizoen | Club                      | Land       | Competitie         | Duels | Doelp. |
| ------- | ------------------------- | ---------- | ------------------ | ----- | ------ |
| 2002/03 | SV Viktoria Aschaffenburg | Duitsland  | Hessenliga         | 1     | 0      |
| 2003/04 | SV Viktoria Aschaffenburg | Duitsland  | Hessenliga         | 0     | 0      |
| 2004/05 | SV Darmstadt 98           | Duitsland  | Regionalliga Süd   | 14    | 2      |
| 2005/06 | SV Darmstadt 98           | Duitsland  | Regionalliga Süd   | 30    | 6      |
| 2006/07 | VfL Bochum                | Duitsland  | Bundesliga         | 19    | 2      |
| 2006/07 | VfL Bochum II             | Duitsland  | Oberliga Westfalen | 8     | 5      |
| 2007/08 | VfL Bochum                | Duitsland  | Bundesliga         | 6     | 0      |
| 2007/08 | VfL Bochum II             | Duitsland  | Oberliga Westfalen | 4     | 2      |
| 2007/08 | → SpVgg Greuther Fürth    | Duitsland  | 2.Bundesliga       | 11    | 0      |
| 2008/09 | → SpVgg Greuther Fürth    | Duitsland  | 2.Bundesliga       | 27    | 4      |
| 2009/10 | → 1. FC Kaiserslautern    | Duitsland  | 2.Bundesliga       | 30    | 4      |
| 2010/11 | 1. FC Kaiserslautern      | Duitsland  | Bundesliga         | 21    | 5      |
| 2011/12 | 1. FC Kaiserslautern      | Duitsland  | Bundesliga         | 4     | 1      |
| 2011/12 | Hamburger SV              | Duitsland  | Bundesliga         | 18    | 2      |
| 2012/13 | Hamburger SV              | Duitsland  | Bundesliga         | 8     | 1      |
| 2013/14 | Hamburger SV              | Duitsland  | Bundesliga         | 18    | 3      |
| 2014/15 | Hamburger SV              | Duitsland  | Bundesliga         | 11    | 1      |
| 2015/16 | Hamburger SV              | Duitsland  | Bundesliga         | 31    | 4      |
| 2016/17 | Anzji Machatsjkala        | Rusland    | Premjer-Liga       | 12    | 2      |
| 2016/17 | Kairat Almaty             | Kazachstan | Premjer-Liga       | 18    | 4      |
| 2018    | Kairat Almaty             | Kazachstan | Premjer-Liga       | 9     | 2      |
| Totaal  | Totaal                    | Totaal     | Totaal             | 300   | 50     |

### Internationale wedstrijden
| №                                     | Datum                               | Locatie                             | Wedstrijd                           | Uitslag                             | Competitie                          | Goals                               |
| Als speler van 1. FC Kaiserslautern   | Als speler van 1. FC Kaiserslautern | Als speler van 1. FC Kaiserslautern | Als speler van 1. FC Kaiserslautern | Als speler van 1. FC Kaiserslautern | Als speler van 1. FC Kaiserslautern | Als speler van 1. FC Kaiserslautern |
| ------------------------------------- | ----------------------------------- | ----------------------------------- | ----------------------------------- | ----------------------------------- | ----------------------------------- | ----------------------------------- |
| 1.                                    | 12 oktober 2010                     | Maksimirstadion, Zagreb             | Kroatië – Noorwegen                 | 2 – 1                               | Vriendschappelijk                   | 0                                   |
| 2.                                    | 17 november 2010                    | Maksimirstadion, Zagreb             | Kroatië – Malta                     | 3 – 0                               | EK-kwalificatie 2012                | 0                                   |
| 3.                                    | 9 februari 2011                     | Stadion Aldo Drosina, Pula          | Kroatië – Tsjechië                  | 4 – 2                               | Vriendschappelijk                   | 1                                   |
| Als speler van Hamburger SV           |                                     |                                     |                                     |                                     |                                     |                                     |
| 4.                                    | 10 augustus 2011                    | Aviva Stadium, Dublin               | Ierland – Kroatië                   | 0 – 0                               | Vriendschappelijk                   | 0                                   |
| 5.                                    | 25 mei 2012                         | Stadion Aldo Drosina, Pula          | Kroatië – Estland                   | 3 – 1                               | Vriendschappelijk                   | 0                                   |
| 6.                                    | 2 juni 2012                         | Ullevaalstadion, Oslo               | Noorwegen – Kroatië                 | 1 – 1                               | Vriendschappelijk                   | 0                                   |
| 7.                                    | 10 juni 2013                        | Stade de Genève, Lancy              | Kroatië – Portugal                  | 0 – 1                               | Vriendschappelijk                   | 0                                   |
| 8.                                    | 15 november 2013                    | Maksimirstadion, Zagreb             | IJsland – Kroatië                   | 0 – 0                               | WK-kwalificatie 2014                | 0                                   |
| Totaal                                | Totaal                              | Totaal                              | Totaal                              | Totaal                              | Totaal                              | 1                                   |
| Laatst bijgewerkt op 30 januari 2015. |                                     |                                     |                                     |                                     |                                     |                                     |

## Erelijst
| Kampioen 2. Bundesliga | 1x | 2009/10 |